# 埃尔韦勒
埃尔韦勒是德国莱茵兰-普法尔茨州的一个市镇。总面积7.46平方公里，总人口299人，其中男性142人，女性157人（2011年12月31日），人口密度40人/平方公里。